# NGC 5086
NGC 5086 — двойная звезда в созвездии Центавр.
Этот объект входит в число перечисленных в оригинальной редакции «Нового общего каталога».
Согласно Корвину Джон Гершель открыл объект с Мыса Доброй Надежды в 18-дюймовый f/13 телескоп с металлическим зеркалом. Это был второй объект в группе из четырех NGC 5082, 5086, 5090 & NGC 5091.
В 1973 году объект был определен как галактика, классифицированная как E,*VNR.
Селигман уверенно отрицает, что объект является галактикой или туманностью, хотя и признает, что не может уверенно идентифицировать его со звездой, предлагая в качестве кандидатов пары звезд.
В 2015 году Корвин изучил архив Гершеля и не нашел ошибки при наблюдении, лишь незначительный систематический сдвиг координат. Выправив этот сдвиг он пришел к выводу, что Гершель наблюдал двойную звезду.